# Encyclops olivaceus
Encyclops olivaceus là một loài bọ cánh cứng trong họ Cerambycidae.